# Championnat du Luxembourg de football 1910-1911
Navigation
Saison précédente Saison suivante
La saison 1910-1911 du Championnat du Luxembourg de football était la 2e édition du championnat de première division au Luxembourg. Cinq clubs sont regroupés au sein d'une poule unique où ils s'affrontent deux fois, à domicile et à l'extérieur.
C'est le club du Sporting Club Luxembourg qui remporte le titre en battant en finale pour le titre le Sport Club Differdange. C'est le tout premier titre de champion du Luxembourg de l'histoire du club.
Avant le début du championnat, le club du CS Jeunesse Echternacht déclare forfait.

## Les 5 clubs participants
| - Sporting Club Luxembourg - Sport Club Differdange - US Hollerich - Mansfeldia Clausen - CS Jeunesse Echternach |

## Compétition

### Classement
| Rang | Équipe                         | Pts | J | G | N | P | Bp | Bc | Diff |
| ---- | ------------------------------ | --- | - | - | - | - | -- | -- | ---- |
| 1    | Sporting Club Luxembourg       | 9   | 6 | 4 | 1 | 1 | 15 | 6  | +9   |
| 2    | Sport Club Differdange         | 9   | 6 | 4 | 1 | 1 | 8  | 6  | +2   |
| 3    | US Hollerich                   | 6   | 6 | 2 | 2 | 2 | 10 | 7  | +3   |
| 4    | Mansfeldia Clausen             | 0   | 6 | 0 | 0 | 6 | 1  | 15 | -14  |
| 5    | CS Jeunesse Echternach forfait |     |   |   |   |   |    |    |      |

|  | Participation à la finale pour le titre |

### Finale
| Équipe 1                 | Résultat | Équipe 2               |
| ------------------------ | -------- | ---------------------- |
| Sporting Club Luxembourg | 3 - 2    | Sport Club Differdange |

## Bilan de la saison
| Championnat du Luxembourg de football 1910-1911 |                                      |
| Champion                                        | Sporting Club Luxembourg (1er titre) |
| Promotions et relégations                       |                                      |
| Promus en Division Nationale                    | Inconnu                              |
| Relégués en Division d'Honneur                  | Inconnu                              |